# Ясенець голостовпчиковий
Ясенець голостовпчиковий (Dictamnus gymnostylis) — багаторічна трав'яниста рослина
родини рутових. Стебло прямостояче, 50—120 см заввишки, густо вкрите, як і вся рослина, крапчастими чорними залозками, донизу кучерявоволосисте.

Містить багато ефірної олії. Під час цвітіння за тихої сонячної днини навколо ясенця нагромаджуються пари
ефірної олії. Якщо в цей час запалити й піднести до квітки сірника, то над рослиною спалахне блакитне полум'я, що
хутко загасне, не пошкодивши рослини. Через це ясенець і називають неопалимою купиною.